# Dansk Ornitologisk Forening
Dansk Ornitologisk Forening (ofte forkortet: DOF) er en forening for alle med interesse for fugle og naturbeskyttelse, og foreningen tæller i dag ca. 18.000 medlemmer. Foreningen blev stiftet den 15. oktober 1906 med Eiler Lehn Schiøler og Hans Christian Cornelius Mortensen som medstifter.
DOF samler viden om Danmarks vilde fugle. Foreningens ca. 18.000 medlemmer er fordelt i 13 lokalafdelinger over hele Danmark. Lokalafdelingerne afholder generalforsamling hvert år, hvor alle medlemmer har stemmeret. DOF har indgået to samarbejdsaftaler med Miljøministeriet, som bruger DOF’s data i sine naturplaner. Fugleværnsfonden, som er stiftet af DOF, ejer 20 fuglereservater, der plejes af frivillige arbejdsgrupper. Foreningen arrangerer ture for fugleinteresserede, hvor begyndere og erfarne kan mødes og udveksle erfaringer.

## Navnegruppen
Navnegruppen (NAG) er en gruppe under Dansk Ornitologisk Forening. Gruppen blev stiftet den 20. januar 1996 efter et større forarbejde af nu afdøde Lasse Kreutzfeld.
Gruppen har navngivet samtlige verdens fuglearter i en uofficiel liste. Seneste opdatering er fra juli 2010.
Verdenslisten tager udgangspunkt i systematikken i Burt L. Monroe, Jr. og Charles G. Sibley's A World Checklist of Birds (1993).
Ved artikeloprettelser på den danske Wikipedia er den entydige navngivning fra Navnegruppen et godt udgangspunkt.

## Naturbutikken
I 1974 stiftede Dansk Ornitologisk Forening en butiksafdeling ved navn "DOF-salg", som i 1996 flyttede til sin nuværende adresse på Vesterbrogade 138 og i den forbindelse ændrede navn til Naturbutikken. Butikken specialiserer sig i udstyr til fuglekiggere men har også udvidet sortimentet til at komme imødekomme en mere generel efterspørgsel fra naturentusiaster af mange typer. Al overskuddet fra Naturbutikken går fortsat til Dansk Ornitologisk Forening.

## DOF i udlandet
DOF er dansk partner i BirdLife International, et globalt netværk af fugle- og naturbeskyttelsesorganisationer. DOF's arbejde er derfor som BirdLifes fokuseret på at redde fuglearter, beskytte deres lokaliteter, bevare levesteder og skabe gode levevilkår for mennesker.
DOF gennemfører med støtte fra Danida i øjeblikket projekter i Indonesien og Ghana.

## DOFbasen
DOFbasen er foreningens internetbaserede database og en hjemmeside, hvor brugere kan  indtaste observationer og lokaliteter, se en præsentation af data, samt få adgang til hjælp. Der findes  tilhørende  apps så systemet kan anvendes i felten. Alle der er oprettet som brugere kan indtaste og søge data i DOFbasen , og der sker løbende kvalitetssikring af data.  Databasen danner grundlag for mange af DOFs projekter, og dermed fugle- og naturbeskyttelse i Danmark .Der er pt. (11. december 2021)  28.556.082 observationer og  20.437 lokaliteter i databasen.